# بيل دوغان
بيل دوغان (بالإنجليزية: William Russell Dugan)‏ هو مجدف أمريكي، ولد في 13 يونيو 1913 في فيلادلفيا في الولايات المتحدة، وتوفي في 15 يوليو 1996.

## وصلات خارجية
- بيل دوغان على موقع الاتحاد الدولي للتجديف (الإنجليزية)
- بيل دوغان على موقع أوليمبيديا (الإنجليزية)